# Juan Carlos Acosta
Juan Carlos Acosta, vollständiger Name Juan Carlos Acosta Del Priore, (* 28. Juli 1957 in Montevideo) ist ein ehemaliger uruguayischer Fußballspieler.

## Karriere

### Verein
Der 1,86 Meter große Offensivakteur Acosta stand zu Beginn seiner Karriere im Jahr 1975 in Reihen von River Plate Montevideo. Später spielte er für Cosmos New York. In der Spielzeit 1981/82 absolvierte er in Spanien bei Burgos CF von seinem Debüt am 27. September 1981 gegen UD Levante bis zu seinem letzten Einsatz am 16. Mai 1982 gegen den FC Elche 20 Partien in der Segunda División und schoss zwei Tore. Es folgten bei einem Engagement bei Recreativo Huelva drei für ihn persönlich torlose Zweitligaeinsätze in der Saison 1982/83 zwischen dem 24. Oktober 1982 und dem 23. Januar 1983. Während der Spielzeit 1983/84 stand er in Italien bei Terranova unter Vertrag. Ab der Saison 1984/85 wird er als Spieler des französischen Klubs CO Le Puy geführt, für den er in jener Spielzeit elfmal in der Division 2 auflief und sechs Tore schoss. Auch in der nachfolgenden Saison bestritt er 30 Zweitligaspiele und traf 16-mal ins gegnerische Tor. Die Spielzeit 1986/87 verbrachte er in Reihen des SCO Angers, für den 30 Zweitligaeinsätze und fünf Treffer verzeichnet sind. 1987/88 setzte er seine Karriere bei Red Star 93 fort. Dort wurde er 14-mal in der Division 3 eingesetzt. Seine persönliche Torausbeute wird mit fünf Treffern angegeben. In der Spielzeit 1988/89 wirkte er als Spielertrainer bei Ambert. Als letzte Vereinsstation nach seiner bereits 1988 beendeten Profikarriere wird in der Saison 1989/90 Thiers genannt.

### Nationalmannschaft
Acosta gehörte der uruguayischen U-20-Nationalmannschaft an, die 1975 an der Junioren-Südamerikameisterschaft in Peru teilnahm und den Titel gewann. Im Verlaufe des Turniers wurde er von Trainer Walter Brienza in einem Spiel (kein Tor) eingesetzt.

### Erfolge
- U-20-Südamerikameister: 1975

## Sonstiges
Acosta ist mit der Eigentümerin einer in Le Puy beheimateten Sportbekleidungsfirma verheiratet und ließ sich daher nach dem Ende seiner Profilaufbahn in Zentralfrankreich nieder. Er ist Vater einer im Februar 1986 geborenen Tochter.